# 伯纳德·威廉斯 (1978年)
伯纳德·威廉斯（英語：Bernard Williams，1978年1月19日—），美国男子田径运动员，主攻短跑。他曾代表美国参加2000年和2004年夏季奥林匹克运动会田径比赛，获得一枚金牌和一枚银牌。